# Сезар и Розали
«Сезар и Розали» (фр. César et Rosalie) — французская драматическая комедия 1972 года режиссёра Клода Соте.

## Сюжет
В Париже прекрасная разведённая Розали проводит время с Сезаром, грубым, но добросердечным торговцем металлоломом. На свадьбе она видит свою первую любовь Дэвида, застенчивого художника-графика. Несмотря на попытки Сезара заглушить возобновившиеся отношения, Дэвид и Розали убегают в сет на Средиземном море. Расстроенный тем, что его бросили, Сезар выслеживает их и предлагает Розали старый дом отдыха ее семьи на острове Нуармутье в Атлантике, которую он купил. Она соглашается, и вся ее семья приезжает провести там лето, но она впадает в депрессию. Пытаясь сплотить ее, Сесар отправляется на поиски Дэвида и уговаривает его присоединиться к ним. Эта благонамеренная уловка приводит к обратному результату, потому что Розали убегает. Оставшись вдвоем, два соперника становятся добрыми друзьями. Год спустя они наслаждаются обедом, когда подъезжает такси и выходит Розали.

## В ролях
- Ив Монтан — Сезар
- Роми Шнайдер — Розали
- Сами Фрей — Дэвид
- Бернар Ле Кок — Мишель
- Ева Мария Мейнеке — Люси Артиг
- Анри-Жак Юэ — Марсель
- Изабель Юппер — Марите
- Жизела Хан — Карла
- Бетти Бекерс — Мадлен
- Умберто Орсини — Антуан